# Old Harbor
Old Harbor – miasto w Stanach Zjednoczonych, w stanie Alaska, w okręgu Kodiak Island. W miejscowości ma siedzibę prawosławna parafia Trzech Świętych Hierarchów.